# Fikret Doğan
Fikret Doğan (* 1968 in Elbistan, Türkei) ist ein türkisch-deutscher Journalist, Übersetzer und Autor. Er lebt in Berlin.

## Leben
Fikret Doğan studierte in Istanbul und Mannheim Internationale Beziehungen und Germanistik. Seit 1990 lebt er in Deutschland. Fikret Doğan schreibt als freier Journalist für die türkische Tageszeitung Taraf; bis 2006 berichtete er für die Sportredaktion und das Feuilleton von Cumhuriyet aus Deutschland. In den 1990er Jahren schrieb er für die türkische Redaktion von Deutsche Welle über deutsche Kulturthemen.
Für den Istanbuler Verlag Iletişim übersetzte Fikret Doğan die Albert-Einstein-Biographie des Wissenschaftsjournalisten Jürgen Neffe (erschienen beim S. Fischer Verlag) und die Novelle Wenn ein Mittelstürmer träumt. Meine Weltgeschichte des Fußball von László Darvasi (auf Deutsch bei Suhrkamp). Von 1999 bis 2006 war Doğan als Übersetzer und Synchronsprecher für die türkische Sprachredaktion der DaimlerChrysler TV Productions verantwortlich.
Für seine Kurzgeschichte „Kırmızı Eşarp“ (Rotschal) erhielt Fikret Doğan 1997 den Jury-Preis im Literaturwettbewerb der Deutschen Welle. 2004 wurde sein Bühnenstück Einmal Türke, immer Türke von den Schauspielern Erden Alkan und Stefan Tiede an deutschen Kabarettbühnen gespielt. 2006 ging das Stück, das in zwanzig Geschichten den alltäglichen Wahnsinn des Zusammenlebens Türkisch- und Deutschstämmiger in der Bundesrepublik darstellt, auf eine Tournee an der Türkischen Riviera.

## Schriften
- Beitrag in: Holzvögel. Deutsche Welle Literaturpreis 1997. Köln: Önel, 1998, ISBN 978-3-933348-01-2.